# Clique du Zhili
 (février 2025).

Localisation géographique globale de la province du Zhili (actuel Hebei).

La clique du Zhili (直(隸)系軍閥, Zhí (Lì) Xì Jūn Fá) est l'une des factions chinoises rivales nées de la division de l'armée de Beiyang qui suit la mort en juin 1916 de Yuan Shikai, qui était la seule personne capable de garder l'armée unifiée. Elle est nommée d'après sa région de base, le Zhili (actuel Hebei).
À la différence des autres cliques militaires, celle du Zhili est formée d'officiers qui s'estiment discriminés en matière de nominations et de promotions par le Premier ministre Duan Qirui. Ils se rallient autour du président Feng Guozhang qui doit partager le pouvoir avec la clique de l'Anhui de Duan au sein du gouvernement de Beiyang. Manquant de contacts forts, les membres de la clique se montrent plus enclins à la quitter ou à se trahir les uns avec les autres.

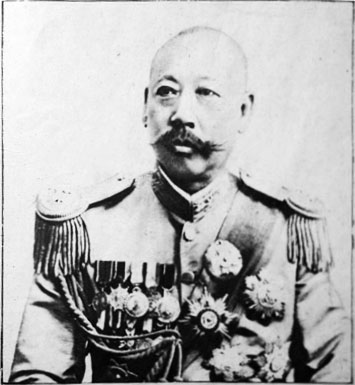
Cao Kun mène la clique après la mort de Feng Guozhang.

Ils prônent une ligne douce durant le mouvement de protection de la constitution. Après la mort naturelle de Feng, le dirigeant devient Cao Kun qui sort victorieux de la guerre Zhili-Anhui de 1920, bien que le mérite de la victoire revienne réellement à Wu Peifu, le plus grand stratège de Chine de l'époque. Les relations avec la clique du Fengtian, qui avait apporté un soutien nominal contre Anhui, se détériorent et Wu remporte de nouveau la victoire durant la première guerre Zhili-Fengtian de 1922. Durant les deux années suivantes, la clique du Zhili remporte des victoires successives qui mènent Cao Kun jusqu'à la fonction de président (grâce à la corruption). L'ambition de Cao rapproche ses nombreux ennemis et créé des dissensions au sein de la clique. Celle-ci remporte tout de même la seconde guerre Zhili-Fengtian de 1924 et réussit même à réunifier toute la Chine avant la trahison de Feng Yuxiang lors du coup de Pékin du 23 octobre 1924. Cao est emprisonné et le dirigeant de la clique devient Wu qui, avec Sun Chuanfang, parvient à tenir la Chine centrale pendant deux ans. Durant l'expédition du Nord du Kuomintang (1926-1928), la clique s'allie désespérément avec son ancienne ennemie du Fengtian mais les deux sont vaincues. La clique du Zhili est la seule faction de seigneurs de guerre à être détruite par l'expédition du Nord.
La clique était également très anti-japonaise. Les puissances occidentales la voyaient d'un bon œil mais ne lui fournissait aucun soutien sauf celui des entreprises étrangères privées qui appréciaient son adoption d'une tendance anti-communiste et anti-unioniste en 1923. Wu Peifu avait initialement invité les communistes à mettre fin au monopole de la clique des Communications sur les chemins de fer mais réalisa qu'ils étaient une plus grande menace et les repoussa avec violence.

## Source de la traduction
- (en) Cet article est partiellement ou en totalité issu de l’article de Wikipédia en anglais intitulé « Zhili clique » (voir la liste des auteurs).